# (119979) 2002 WC19
(119979) 2002 WC19는 일대이족(twotino), 즉 해왕성과 1:2 궤도 공명을 이루는 소행성이다. 이 천체는 2002년 11월 16일 팔로마 천문대에서 발견되었다. 만일 추정된 지름이 맞을시에 명왕성보다 밀도가 더 높을 것인데, 이것은 카이퍼 벨트 천체가 일반적으로 고체가 되는 예상 크기보다 훨씬 작기 때문에 이례적인 일이다.

2:1 공명천체의 개수를 알면 해왕성이 생성된 위치에서 약 7 AU 떨어진 곳으로 이동하는 데 약 100만 년인지 1천만 년이 걸렸는지 알 수 있을 것이다.

## 위성
2007년 2월 27일, 2002 WC19(119979)를 4092±94km 궤도에서 8.403±0.001일을 주기로 하고, 이심률은 0.21±0.05, 경사각은 24.0°±0.7°로 공전하는 위성 1개가 보고되었다. 반사도가 2002 WC19와 비슷하다고 가정할 경우, 2002 WC19의 지름의 4분의 1, 즉 약 81km가 된다.

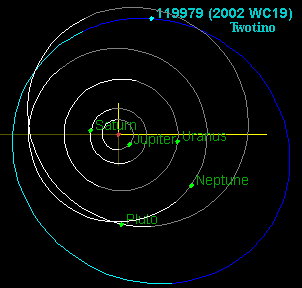
2002 WC19의 궤도를 명왕성과 해왕성과 비교한 사진
20,000년 동안 1:2 공명 주기 – 해왕성은 정지 상태(5시 방향의 점)이다, 천왕성의 궤도는 파란색으로 표시되었다.